# Sitio de Villarrica
Sitio de Villarrica es el nombre con el cual se denomina al acto de fundación de la ciudad chilena de Villarrica en 1552. Así mismo, denomina al lugar exacto donde ocurrió dicha fundación, el cual fue declarado Monumento Nacional en categoría de Monumento Histórico.

## Historia

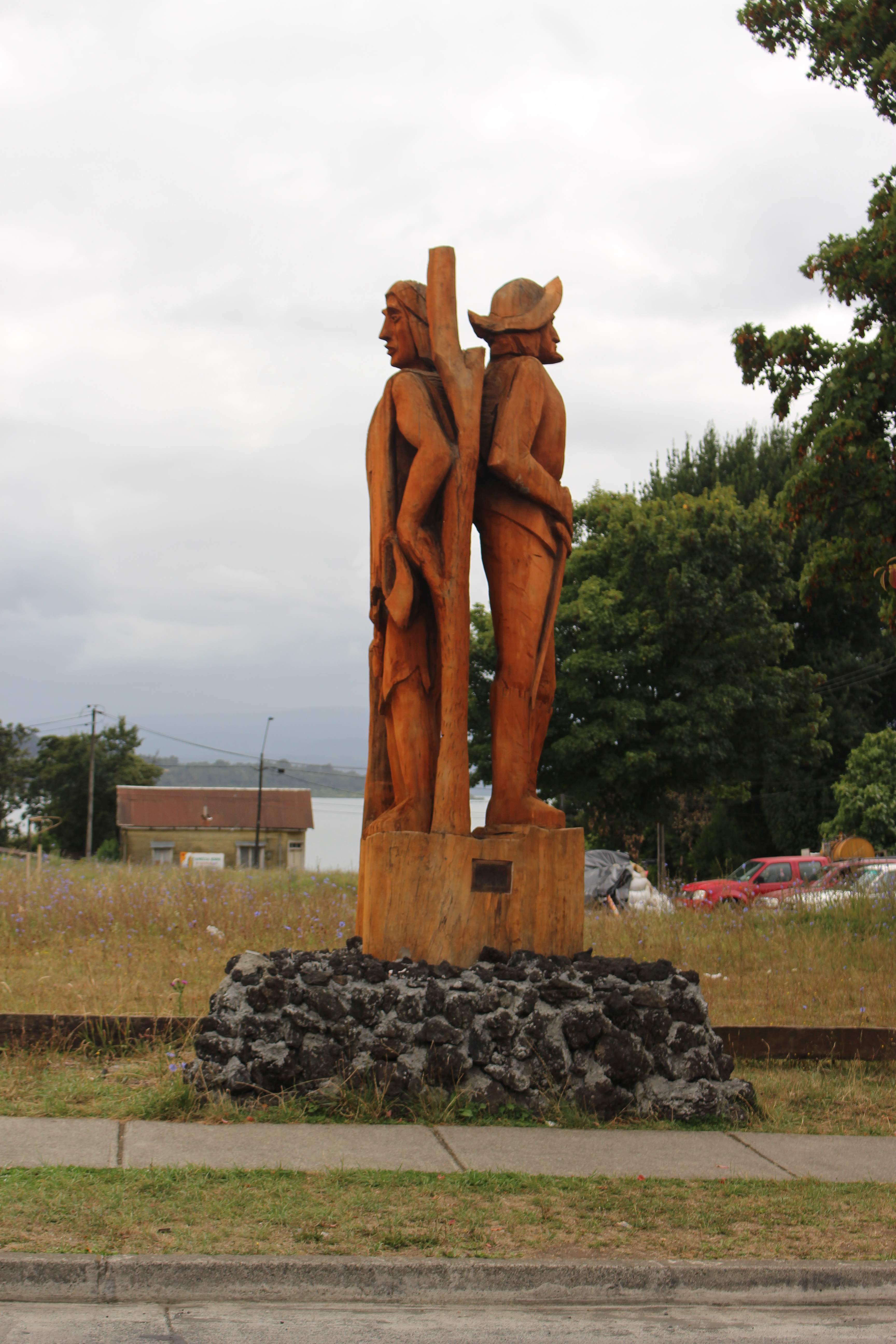
Monumento del sitio de Villarrica, donde se representa a un mapuche y a un colonizador español.

El gobernador de Chile, Pedro de Valdivia envió en 1552 a Gerónimo de Alderete a fundar la ciudad de Villarrica, junto al margen austral del río Toltén y la orilla occidental del lago de Mallalafquén (actualmente, lago Villarrica). Gerónimo de Alderete la nombró «Santa María Magdalena de Villa Rica». El objetivo era explotar lavaderos de oro y consolidar un paso invernal hacia la pampa y el Atlántico, que en aquel entonces pertenecía al territorio de la Capitanía General de Chile. La fundación de esta ciudad, creó una nueva división administrativa en el Chile de esa época: el Corregimiento de Villarrica.

[…] Dende a dos meses, por el abril adelante, poblé la Villa-Rica, que es por donde se ha de descubrir la Mar del Norte: hice cincuenta vecinos, todos tienen indios; y así iré conquistando y poblando hasta ponerme en la boca del Estrecho, e siendo V. M. servido y habiendo oportunidad de sitio donde se pueda fundar una fortaleza, se hará para que ningún adversario entre ni salga sin licencia de Vuestra Majestad.[…]
Carta de Pedro de Valdivia al emperador Carlos V, 26 de octubre de 1552. Citado en: Gay, Claudio, Historia Física y Política de Chile. Documentos: Tomo I. Dcto. Nº 11, Pág. 242.

Tras la Batalla de Tucapel ocurrida en 1553, la ciudad fue abandonada y destruida por mapuches. Posteriormente, Villarrica sería refundada en dos oportunidades: en 1555, siendo sitiada y destruida por los mapuches tras la Batalla de Curalaba en 1598; y en 1882.

## Importancia de Villarrica en sus inicios
Respecto a la importancia que significó esta ciudad, es necesario recalcar algunos puntos sobre la elección del lugar y las condiciones favorables que presentaba, en primer lugar el Gobernador Valdivia tuvo en consideración la ventaja estratégica que el lugar representaba, ya que es un sitio favorecido por la navegación en medio del lago permitiendo un acceso al sector cordillerano, además se encuentra en el camino al Boquete de Villarrica, esto para los europeos era de gran importancia, principalmente en la búsqueda de un camino a Buenos Aires y al Mar del Norte. En segundo lugar, la lección de este lugar se debe a que existían intereses económicos y de producción río abajo de la villa, por parte del Gobernador Valdivia y Francisco Villagra, uno de sus capitanes. Geográficamente se encontraba cerca de recursos metálicos, como el oro.

## Valor arqueológico
El lugar exacto donde se fundó la ciudad ha sido declarado como sitio arqueológico. Se han realizado trabajos de arqueología en el lugar —uno de los últimos el año 2010—, en los cuales se han encontrado ruinas que sobreviven de la antigua ciudad, incluyendo tejas, elementos metálicos y cimientos de construcciones que podrían corresponder al Fuerte de Villarrica.
El predio, actualmente rodeado por las calles Balmaceda y Gerónimo de Alderete (nombre del fundador de la ciudad) fue declarado Monumento Nacional en categoría de Monumento Histórico en 1994, atendido su «innegable valor histórico y arqueológico, lo que amerita su protección».
Además, lo que se conoce actualmente como ciudad de Villarrica presenta un sitio arqueológico llamado alero Pucón 6, más específicamente se encuentra en un enclave lacustre del Lago Villarrica. Este presenta ocupaciones temporales breves pero continuas, el sitio presenta características que ayudan a discutir el periodo alfarero en la zona lacustre de Villarrica en torno a dos grandes unidades, el complejo Pitrén y el Vergel, debido a que presentan restos cerámicos, el primero pertenece al alfarero temprano y se plantea la idea de que está relacionado con el complejo Pitrén, el segundo momento muestra una relación con el complejo El Vergel, además se encuentra un tercer momento alfarero relacionado con la historia mapuche colonial. Entre las evidencias que presenta este sitio, se encuentran restos arqueofaunisticos principalmente de recursos alimentarios y materias primas, destacan camélidos como por ejemplo el guanaco, restos de ciervos y de cánidos como el zorro, asociado a la obtención de recursos lacustres, se encuentran restos de vértebras de pescados